# Acció Catòlica Obrera
L'Acció Catòlica Obrera (ACO) és un moviment d'acció catòlica adult especialitzat a evangelitzar en el món del treball. Està format per uns 700 militants distribuïts a Catalunya (principalment), Madrid, Còrdova i Alacant, en 90 grups de Revisió de Vida.
Forma part del Moviment de Treballadors Cristians d'Europa (MTCE), del Moviment Mundial de Treballadors Cristians (MMTC), del Consell d'Acció Catòlica (de la diòcesi de Barcelona) i de la Pastoral Obrera, que és un òrgan de coordinació entre els moviments apostòlics d'Acció Catòlica especialitzats en el món del treball com GOAC, JOC, MIJAC, religioses en barris, capellans obrers...
L'ACO està reconeguda com a moviment episcopal de l'Església a les diòcesis de Barcelona, Girona, Lleida, Sant Feliu, Terrassa i Vic i com a membre del Consejo Asesor de la Pastoral del Treball de la Conferència Episcopal Espanyola.
El presidents actuals són Jordi Soriano Márquez, Rocío Elvira Quezada i el consiliari general Pepe Rodado León.

## Funcionament i mètode
La militància s'organitza en equips formats per 5-10 persones que es troben periòdicament per compartir la vida i la fe. Aquests grups es coordinen amb d'altres formant zones o diòcesis. Els equips fan servir principalment la metodologia de la Revisió de Vida; també és habitual l'Estudi d'evangeli.
Cada any es defineix una Prioritat de curs que marca la temàtica general del treball dels grups del moviment. Les prioritats de curs es decideixen cada quatre anys en el Consell. El lema del curs 2023-2024 és “Que l’esperança us ompli d’alegria” (Rm 12,12).
També s'organitzen espais formatius, de recés i de convivència, com són els Exercicis d'estiu.

## Història
L'ACO espanyola va ser fundada el 1953 a Barcelona per Lleonard Ramírez i Miquel Juncadella, després de fer uns contactes previs amb els moviments francesos d'acció catòlica (Acció Catòlica Obrera-França, nascuda al març de 1950) i amb l'ACO Suïssa, en particular, amb l'abbé Albert Maréchal, sacerdot i consiliari de l'ACO Suïssa. El 1930 va néixer la Lliga Obrera Católica (LOC), moviment adult de la Joventut Obrera Cristiana (JOC). El 1941, en plena Segona Guerra Mundial, la LOC esdevindria el Moviment Popular de les Famílies (MPF). El 1950 tindria lloc el naixement oficial de l'ACO.
A partir de 1955 l'ACO espanyola comença a celebrar la Jornada General cada 12 d'octubre i fa públic un manifest, el darrer “Viure des de i amb Jesús, per transformar el món amb esperança”.
En diverses ocasions es planteja la fusió amb l'Hermandad Obrera de Acción Católica, però finalment es desestima.
El 1957 diversos militants de l'ACO i la JOC funden l'Editorial Nova Terra, en la qual van col·laborar entre altres Josep Maria Huertas i Alfons Carles Comín.
El bisbe Joan Carrera va acompanyar i donar suport a l'ACO com a vicari episcopal d'ambients obrers de la diòcesi de Barcelona.
El 2013 l'ACO va celebrar el seu 60è aniversari.
El moviment ha celebrat el XII Consell del 18 al 20 de novembre del 2022 amb el lema «Sembrem grans de mostassa avui» (cf. Mt 13,31-32). En aquesta trobada (aquest cop celebrada cinc anys i mig després de l'anterior Consell per motiu de la pandèmia) la militància ha aprovat un nou Document d’identitat i Carta econòmica (les Normes de funcionament i organització s'han aprovat en la Trobada de responsables, del febrer 2023) i tres línies d’actuació 2023-2026: Militància, participació i sentiment de pertinença; L’espiritualitat d’ACO; Acció, compromís militant i evangelització a l’ACO.
L'ACO ha estat el moviment amfitrió del Seminari i l'Assemblea que el Moviment de Treballadors Cristians d'Europa (MTCE) ha celebrat a Barcelona del 21 al 24 de setembre del 2023 amb el títol L’Estat de Dret i una democràcia que funcioni com a requisit previ per a la prosperitat social. El paper de les organitzacions de treballadors i que ha finalitzat amb la Declaració de Barcelona: Defensar i reforçar junts la democràcia.
El 12 d'octubre del 2023 l'ACO ha celebrat la 70a Jornada General i, per tant, el 70è aniversari de la fundació del moviment.

## Diades significatives
L'ACO celebra aquestes dates:
- 8 de març, Dia Internacional de les dones o Dia Internacional de la dona treballadora
- 1 de maig, Dia Internacional dels treballadors
- 7 d'octubre, Dia Internacional del treball decent
- 12 d'octubre, Jornada General[16][17][18][19][20][21][22][23][24]

## Publicacions
· ACO. 50 anys de militància obrera i cristiana.
· Des de març de 2015 l'ACO edita la revista Salillum.
· E-butlletí ACO. Mensualment s'edita aquest butlletí electrònic.

## Missió obrera
L'ACO parteix de la "missió obrera", que reagrupa igualment el MIJAC, la JOC, els PO (Preveres Obrers) i els religiosos del món obrer.